# 1964年夏季奧林匹克運動會列支敦士登代表團
1964年夏季奧林匹克運動會列支敦士登代表團參加1964年10月10日至10月24日在日本東京舉行的1964年夏季奧林匹克運動會，列支敦士登今次是第五次參加夏季奧林匹克運動會，派出兩名運動員參加田徑比賽。

## 田徑
| 排名 | 運動員          | 項目         | 總成績 |
| ---- | --------------- | ------------ | ------ |
| 14   | 阿洛伊斯·布歇爾 | 男子十項全能 | 6849   |
| －   | 雨果·沃爾瑟     | 男子800米    | 1:57.5 |
| －   | 雨果·沃爾瑟     | 男子1500米   | 3:53.3 |

## 外部鏈接
- 官方奧運報導